# Олтенешть (комуна)
Олтенешть, Олтенешті (рум. Oltenești) — комуна у повіті Васлуй в Румунії. До складу комуни входять такі села (дані про населення за 2002 рік):
- Вінецешть (815 осіб)
- Згура (121 особа)
- Куртень (276 осіб)
- Олтенешть (516 осіб) — адміністративний центр комуни
- Пихна (195 осіб)
- Тирзій (1145 осіб)

Комуна розташована на відстані 277 км на північний схід від Бухареста, 14 км на південний схід від Васлуя, 67 км на південь від Ясс, 129 км на північ від Галаца.

## Населення
За даними перепису населення 2002 року у комуні проживали 3068 осіб. Усі жителі комуни рідною мовою назвали румунську.
Національний склад населення комуни:
| Національність | Кількість осіб | Відсоток |
| -------------- | -------------- | -------- |
| румуни         | 3067           | > 99,9%  |
| угорці         | 1              | < 0,1%   |

Склад населення комуни за віросповіданням:
| Релігія        | Кількість осіб | Відсоток |
| -------------- | -------------- | -------- |
| православні    | 2945           | 96,0%    |
| бретрени       | 83             | 2,7%     |
| лютерани       | 24             | 0,8%     |
| римо-католики  | 3              | 0,1%     |
| п'ятдесятники  | 1              | < 0,1%   |
| греко-католики | 1              | < 0,1%   |
| баптисти       | 1              | < 0,1%   |
| адвентисти     | 1              | < 0,1%   |